# Nebojša Mitrić
Nebojša Mitrić (v srbské cyrilici Небојша Митрић; 7. července 1931, Bělehrad, Království Jugoslávie – 23. srpna 1989, Bělehrad, SFRJ) byl srbský akademický sochař.
V Bělehradu vystudoval základní školu, gymnázium a poté pokračoval na Akademii aplikovaných věd. Jeho práce zahrnovaly hlavně dekorativní sochy a reliéfové plastiky. Mezi jeho práce patří ale i velká sousoší (např. Car Lazar v Kruševaci nebo socha despota Štěpána Lazareviće z Bělehradu. Jeho posledním dílem byl mnohatunový kříž na vrcholu chrámu svatého Sávy v Bělehradě, který byl vztyčen v roce 1989.
V roce 1989 spáchal sebevraždu.